# Chikongola (Tandahimba)
Chikongola ist ein Verwaltungsbezirk (englisch Ward) des Distrikts Tandahimba in der tansanischen Region Mtwara.

## Geografie
Chikongola liegt im Südosten von Tansania etwa 25 Kilometer südwestlich der Distrikthauptstadt Tandahimba. Der Bezirk grenzt im Norden an Chingungwe, im Nordosten an Dinduma, im Osten an Lukokoda, im Südosten an Mkundi und im Südwesten an Mahuta. Bei der Volkszählung 2022 lebten 9631 Menschen in 3065 Haushalten auf einer Fläche von 31 Quadratkilometern.

## Gliederung
Der Bezirk besteht aus 13 Orten (Kitongoji):
- Msikitini
- Orofea
- Jangwani
- Tandika Mikoroshini
- Amana
- Ilulu
- Shimoni
- Mkundi
- Mahakalu
- Kilidu
- Lilandi
- Miembeni
- Birikani

## Infrastruktur
- Bildung: Die Sabasaba Secondary School ist die einzige weiterführende Schule des Bezirks.[8] Es ist eine staatliche Tagesschule mit einer Ausbildung bis zur 4. Stufe.[9]
- Verkehr: Durch Chikongola verläuft die Regionalstraße, die Newala im Westen mit Tandahimba und Mtwara im Osten verbindet.[10]